# QV71
QV71 est le tombeau de Bentanat, la fille et la grande épouse royale de Ramsès II, dans la vallée des Reines en Égypte. Il est mentionné par Champollion et Lepsius, puis fouillé par Ernesto Schiaparelli (directeur du Musée égyptien de Turin). 
Lepsius donne une brève description de cette tombe. Dans sa liste, c'est le tombeau numéro 4. 

## La tombe
Le hall principal contient plusieurs scènes avec des divinités. Bentanat apparaît devant Ptah - Sokar, Hathor, un Anubis à tête de bélier et une Hathor à tête de vache. La princesse-reine est dirigée par Hathor au dieu Shou, et dans une autre scène par Anubis à Osiris et Hathor.
D'autres scènes montrent la défunte présentant des offrandes à Khépri et Anubis, et offrant une image de Maât à Ptah. Dans une autre scène, Thot est conduit devant Rê et Isis. 
Dans la salle intérieure, Bintanat est montrée en train d'adorer Noun et Serket, d'autres scènes montrent la défunte devant Geb et Rê. Bintanath est également montrée avec une princesse adorant le chacal Anubis. 
Le sarcophage et le couvercle ont été trouvés. Le sarcophage est maintenant au Musée du Caire (JdE 47370). Le sarcophage semble avoir été usurpé par un homme. Les inscriptions se lisent maintenant :
- Couvercle, ligne centrale : Paroles prononcées par les Osiris, fille du roi Bint-Anath, il (sic) jours : « Descends, ô ma mère Nout, étale-toi sur moi, et puis-je être placé au milieu des étoiles impérissables » ; ne mourra pas, les Osiris, etc.
- Pied rond : L'Osiris, princesse héréditaire, très favorisée, chef des Harim, fille du roi Bint-Anath
- Sur le côté : L'Osiris, l'épouse du roi, la fille du roi, Bint-Anath[3].